# Pieter Roscam Abbing
Pieter Roscam Abbing (Amsterdam, 12 februari 1939) was een Nederlandse burgemeester. Roscam Abbing is lid van de VVD.

## Leven en werk
Abbing is een lid van het patriciaatsgeslacht Abbing en een zoon van officier van justitie mr. Pieter Johan Veerus Roscam Abbing (1906-1981) en diens eerste echtgenote Grietje Everdina de Vries (1905-1969). Pieter Roscam Abbing trouwde in tweede echt in 1978 met Francina Maria Bos (1932-2019), Eerste Kamerlid uit welk huwelijk geen kinderen werden geboren; uit zijn eerste huwelijk had hij drie zonen.
Roscam Abbing was, voordat hij burgemeester werd, directiesecretaris bij Fokker. Hij begon zijn loopbaan als burgemeester in 1971 in het Overijsselse Markelo. In 1979 werd hij benoemd tot burgemeester van het Groningse Vlagtwedde. Zijn carrière besloot hij met het burgemeesterschap van de Zuid-Hollandse gemeente Rijswijk, waar hij gedurende 14 jaar van 1986 tot 2000 burgemeester was. In 2000 werd hem, op zijn verzoek, eervol ontslag verleend.
Tijdens zijn burgemeesterschap van Vlagtwedde deden zich enkele incidenten voor. In 1980 werden tijdens de openingshandelingen van het kantoor voor de herinrichting van Oost-Groningen en de Drents-Groningse veenkoloniën, de minister van Landbouw Braks, de commissaris van de Koningin in Drenthe mevrouw Schilthuis en Roscam Abbing door boze boeren belaagd. Zij konden ternauwernood worden ontzet. In 1985 ontaardde een conflict tussen twee plaatselijke politici over het functioneren van Roscam Abbing als burgemeester in een poging van een plaatselijke wethouder een raadslid aan te rijden.
Tijdens zijn periode als burgemeester van Rijswijk kwam Roscam Abbing onder vuur te liggen wegens zijn declaratiegedrag. Deze affaire eindigde met het ontslag van de gemeentesecretaris.
Roscam Abbing was behalve burgemeester ook commissaris van de N.V. Bouwfonds Nederlandse Gemeenten.